# Georg Tessin
Georg Friedrich Ludwig Max August Tessin (* 16. Juni 1899 in Rostock; † 18. Oktober 1985 in Koblenz) war ein deutscher Militärhistoriker und Archivar, der insbesondere zu heereskundlichen Themen forschte. 
Zur Zeit des Nationalsozialismus arbeitete er in erster Linie zur mecklenburgischen Militärgeschichte und zur regionalen Bauernforschung. In der Forschung wird Georg Tessin aufgrund seiner Unterstützung der nationalsozialistischen Geschichtsschreibung in Mecklenburg auch als „Haus- und Hofhistoriker“ des dortigen NSDAP-Gauleiters Friedrich Hildebrandt bezeichnet. 
Von 1954 bis 1964 arbeitete Tessin als Archivar am Bundesarchiv. In dieser Zeit fiel auf, dass er NS-Verbrechen beschönigte. In seinen Veröffentlichungen klammerte er diese Verbrechen aus, auch wenn die Quellenlage eine Thematisierung erlaubt hätte. Gleichwohl gelten seine auf dieser Archivarbeit basierenden Listen und Veröffentlichungen zu den deutschen Heeresverbänden unter Militärhistorikern als schätzenswertes Hilfsmittel.

## Leben

### Herkunft, Sozialisation und Werdegang bis 1933
Georg Tessin war der Sohn des Realschullehrers Georg Tessin und dessen Ehefrau Hermine, geborene Reinecke, die das Lehrerinnenseminar in Wolfenbüttel besucht hatte und als Erzieherin und Lehrerin tätig war. Sein Vater war der Sohn eines Erbpachtmüllers auf dem zwischen Rostock und Wismar gelegenen Gut Steinhagen; seine Mutter stammte aus kleinbäuerlichen Verhältnissen in der Magdeburger Börde. Nach den unveröffentlichten Lebenserinnerungen Tessins, die im Landeshauptarchiv Schwerin liegen und von dem dortigen Historiker und Archivar Matthias Manke ausgewertet wurden, war die Lieblingsbeschäftigung Georg Tessins und seiner beiden jüngeren Brüder als Kinder in der „Hauptsache […] das Soldatenspielen“. Immer wieder ist in diesen Erinnerungen eine große Nähe zu allem Militärischen seit Kindheitstagen zu erkennen. So hätten der Kaisergeburtstag, der Sedantag, die Verleihung des Namens „Kaiser Wilhelm“ an das mecklenburgische Füsilier-Regiment Nr. 90 oder manöverbedingte Einquartierungen prägende Eindrücke hinterlassen. Als besonders bereichernd habe Tessin den Zusammenschluss von Kindern erlebt, „die dieses Soldatenspielen nicht nur in den Ferien, sondern auch zu Hause und in der Schulzeit betreiben wollten“.
Obwohl Tessin wegen verkrüppelter Zehen und mehrfach operierter Oberschenkelknochen nur schwerfällig gehen konnte, wurde er vom Militär als verwendungsfähig gemustert. Nachdem er 1917 in seiner Heimatstadt das Abitur abgelegt hatte, wurde er an seinem 18. Geburtstag einberufen und nahm nach der Grundausbildung als Flugmelder am Ersten Weltkrieg teil. Nach dem Krieg trat er gemeinsam mit seinem Vater in die Deutsche Volkspartei (DVP) ein, weil es ihm, so Tessin in seinen Erinnerungen, reichte, wie sehr Linke hofften, dass „die rote Flut kommt“, und er wie sein Vater „von dieser Demokratie genug [hatte]“. Von 1917 bis 1922 studierte er an der Universität Rostock zunächst Latein, Griechisch und Geschichtswissenschaften und wechselte dann von den beiden altsprachlichen Fächern zur Geographie und Volkswirtschaftslehre. Seinen Schwerpunkt in Geschichte legte er auf Vorlesungen bei Hermann Reincke-Bloch. Während seines Studiums wurde Tessin 1919 Mitglied der Burschenschaft Redaria Rostock. Deren Mitglieder meldeten sich auf seinen Antrag vom 6. Januar 1920 hin geschlossen zu einem örtlichen Zeitfreiwilligen-Regiment, das am Kapp-Putsch teilnahm und ab dem 13. März 1920 zur Sicherung der von der Reichswehr geräumten Stadt Rostock eingesetzt wurde. 1922 wurde Tessin mit der Dissertation Geschichte des mecklenburgischen Militärwesens 1648–1718 promoviert. Das Thema hatte er sich mit dem Einverständnis Reincke-Blochs selbst gestellt, der die Studie jedoch nicht bis zu deren Abschluss betreuen konnte, so dass sie bei dessen Nachfolger Hans Spangenberg fertiggestellt wurde.
Nach der Promotion wurde Tessin Lohnbuchhalter bei der Rostocker Neptun-Werft, im Jahr darauf Statistiker bei der DERUTA (Deutsch-russische Transport- und Lagergesellschaft) in Hamburg; er wurde bald zum Geschäftsführer des Reisedienstes dieser HAPAG-Tochtergesellschaft bestellt und nahm selbst an mehreren Reisen in die Sowjetunion teil. 1926 heiratete er seine Frau Vera. Nach Auflösung der DERUTA wurde er Leiter des HAPAG-Reisebüros in Hamburg. Von 1929 bis 1932 war er in gleicher Funktion in Magdeburg tätig. Da das dortige Büro aufgelöst werden sollte, bewarb er sich um die Zulassung für den Vorbereitungsdienst am Preußischen Institut für Archivwissenschaft in Berlin-Dahlem. Zum Erfolg der Bewerbung trug ein Empfehlungsschreiben seines Doktorvaters Hans Spangenberg an den Generaldirektor der preußischen Archivverwaltung bei. Den Vorbereitungsdienst schloss Tessin mit einer Arbeit über das Archivwesen in Lateinamerika ab.

### Zeit des Nationalsozialismus

#### Parteieintritt und Einstellung als Archivar
1933 wurde Tessin Archivar am Geheimen und Hauptarchiv Schwerin. Zu diesem Zeitpunkt war er laut Matthias Mankes Untersuchung bereits Mitglied der NSDAP. Schon im Frühjahr 1932 war er zunächst in die SA eingetreten, während der Parteieintritt wegen einer kurzfristigen Aufnahmesperre erst im weiteren Verlauf des Jahres 1932 erfolgte.
Das Prozedere der Einstellung war kompliziert: Nachdem Tessin bereits in den Sommerferien des Jahres 1932 einen Monat unentgeltlich im Geheimen und Hauptarchiv gearbeitet hatte, bewarb er sich für 1933 auf eine dort frei werdende Stelle. Da diese Archivratsstelle aber vom mecklenburgischen Finanzministerium zur Einsparung vorgeschlagen und damit zumindest vorübergehend blockiert war, wandte sich Tessin an den damaligen Unterrichts- und späteren Staatsminister Friedrich Scharf, der als Mitglied der Rostocker Burschenschaft Redaria sein „Bundesbruder“ war. Scharf wies seinen Referenten Reinhold Lobedanz an, Tessin zum 2. Mai 1933 zunächst ohne Vergütung ein Praxishalbjahr absolvieren zu lassen, was der Schweriner Archivdirektor Friedrich Stuhr als für den „Angehörigen einer der ältesten Behörden des Landes unmöglich“ bewertete, da Tessin nun „auf Geld vom Arbeitsamt angewiesen“ sei. Ab November 1933 erhielt er dann die kommissarische Stelle eines 2. Archivrates mit entsprechender Bezahlung und am 21. März 1934 wurde er zum Staatsarchivrat befördert.

#### Bauernforschungen
In seinen Erinnerungen beschreibt Tessin den 1. Mai 1933 als seinen ersten Arbeitstag im Archiv, an dem er mit den Kollegen vom Staatsarchiv an der Maikundgebung „in SA-Uniform in Reih und Glied“ teilgenommen habe. Im Rahmen seiner Archivtätigkeit arbeitete Tessin primär zur mecklenburgischen Militärgeschichte und zur regionalen Bauernforschung. Bei seinen Untersuchungen gelang es ihm einerseits, das bisher eher tabuisierte Bauernlegen durch die Ritterschaft mit Quellen sachlich zu belegen. Andererseits hatten diese Forschungen eine klare Stoßrichtung gegen die mecklenburgischen Großgrundbesitzer.
In seinen historiographischen Veröffentlichungen befürwortete Tessin zudem den Nationalsozialismus, indem er hervorhob, „die Schäden der vergangenen Epoche konnte erst der nationalsozialistische Staat aus einer ganz anderen Auffassung von Individuum und Gesamtheit des Volkes heraus, aus einem instinktsicheren Blick für Verbundenheit von Volk und Boden durch das Erbhofgesetz beseitigen. […] Der nationalsozialistische Staat zerbricht um des deutschen Volkes willen jeden Widerstand. […] Die Siedlung schreitet fort. Mecklenburg soll wieder Bauernland werden, […] der deutsche Bauer aber marschiert, so lange es noch ein deutsches Volk gibt.“ In diesem Sinne publizierte Tessin auch zu bauerngeschichtlichen Themen im „Kampfblatt der NSDAP Mecklenburg“, dem Niederdeutschen Beobachter.

#### Engagement für NS-Geschichtsschreibung und Zweiter Weltkrieg
In verschiedenen Vorträgen, etwa 1936 vor dem mecklenburgischen Geschichtsverein, lobte Tessin Adolf Hitler. Erst diesem sei es gelungen, ein schlagkräftiges stehendes Heer „auf völkisch-rassischer Grundlage“ zu schaffen, so dass gelte: „Dem Führer und seinen Getreuen und niemand anders verdankt Deutschland sein Heer.“ Tessin galt als Vertrauter, als „Haus- und Hofhistoriker“ des mecklenburgischen NSDAP-Gauleiters Friedrich Hildebrandt, der dafür sorgte, dass Tessin und seine Frau 1935 in einer Siedlung für verdiente und von der Gauleitung ausgesuchte Nationalsozialisten ein Grundstück zur Bebauung zugeteilt erhielten, das allerdings durch eine Auflassungsvormerkung juristisch im Vermögen der NSDAP verblieb.
Wiederholt verfasste Tessin im Auftrag und Namen des Gauleiters Texte zu parteiinternen Anlässen. So fand Matthias Manke im Landeshauptarchiv Schwerin in den nachgelassenen Papieren Tessins dessen Manuskript Mecklenburger bauten am Reich. Unter Hildebrandts Namen wurde dieser Text mit dem Untertitel Aus einer dem Führer zum Geburtstag 1937 vom Gauleiter Friedrich Hildebrandt überreichten Mappe 1938 in einem Sammelband veröffentlicht. Tessin schreibt darin über den gebürtigen Schweriner Wilhelm Gustloff, dieser sei als Landesgruppenleiter der NSDAP in der Schweiz „der ganzen Hetze einer jüdischen Zeitungsmeute ausgesetzt“ gewesen und beim Attentat 1936 durch David Frankfurter „von dem erbittertsten Gegner, dem Juden selbst, erschossen“ worden: „Zum ersten Mal schoß der Jude selbst, kein verführter deutscher Volksgenosse. Das Weltjudentum begann die Maske abzuwerfen im Kampf gegen den entschlossensten Gegner, den es je finden wird.“
Nach Beginn des Zweiten Weltkrieges kam Tessin wieder zum Flugmeldedienst, wo er bis Kriegsende blieb, zuletzt als Hauptmann (Kr.O.) bei einem Luftnachrichten-Regiment in einer Funkmess-Stellung. Bei Kriegsende geriet er kurzzeitig in Hamburg in britische Gefangenschaft, konnte aber bald zu seiner Familie nach Schwerin zurückkehren, deren Haus, wie alle Häuser in der Gauamtsleitersiedlung, von der sowjetischen Besatzungsmacht Anfang Juli 1945 beschlagnahmt wurde, so dass die Familie provisorisch untergebracht wurde.

### Nachkriegszeit

#### Entlassung, Haft und (Wieder-)Einstellung
Am 22. August 1945 wurden von den 15 Mitarbeitern des Hauptarchivs Schwerin die vier 1932 und 1933 in die NSDAP eingetretenen Archivare, darunter auch Tessin, „mit sofortiger Wirkung“ entlassen. Kurz danach wurde er vom NKWD festgenommen und drei Jahre lang überwiegend im Neubrandenburger NKWD-Lager Nr. 9 Fünfeichen inhaftiert, wobei die deutschen Behörden laut einer Anfrage des Landesamtes für Sequestrierung und Beschlagnahme an den Rat der Stadt Schwerin noch im August 1948 davon ausgingen, er sei „nach Rußland überführt worden“.
1948 wurde Tessin aus diesem Speziallager entlassen und floh über Berlin nach Lübeck, der Heimat seiner Frau. Nachdem er das beschlagnahmte Haus in Schwerin 1948 durch förmliche Enteignung endgültig verloren hatte, nahm die Familie dort auch ihren Wohnsitz. Tessin war zunächst arbeitslos und nahm dann eine Stelle als Landarbeiter an. 1949 wurde er Fahrplanreferent beim Fremdenverkehrsverband Nordmark, bald darauf Chef des Schleswiger Verkehrsbüros.
1954 trat Tessin wieder in den Archivdienst ein und wurde im Archivlager Göttingen, Staatsarchiv Wolfenbüttel und schließlich beim 1955 errichteten Bundesarchiv-Militärarchiv angestellt. Seine Einstellung als Archivrat war in erster Linie durch den damaligen Direktor des Bundesarchivs Georg Winter gefördert worden, der betonte, dass Tessin als einziger Archivar mit militärgeschichtlicher Promotion für die Stelle wie geschaffen sei. Zugute kam Tessin dabei, dass er am 29. November 1948 im Zuge seiner Entnazifizierung von der Spruchkammer Lübeck als „Mitläufer“ eingestuft worden war. Bei seiner Bewerbung 1954 in Bonn rechnete er seine frühe NSDAP-Mitgliedschaft gegen die dreijährige Lagerhaft auf, um eine Anstellung beim Bundesarchiv zu erhalten.

#### Studie zur Ordnungspolizei und Einschätzungen
Als Mitautor einer Studie des Bundesarchivs Zur Geschichte der Ordnungspolizei 1936–1945 verschwieg Tessin 1957 trotz schon verfügbarer Quellen die Beteiligung der Ordnungspolizei an der Ermordung der Juden. So klammerten er und seine beiden Mitautoren Hans-Joachim Neufeldt und Jürgen Huck zum einen die einschlägigen Dokumente des Nürnberger Einsatzgruppen-Prozesses aus, die nachwiesen, dass diese Polizisten an Tausenden von Morden mitgewirkt hatten. Zum anderen blieb in der Untersuchung unerwähnt, dass bereits im Nürnberger Prozess gegen die Hauptkriegsverbrecher die Verbrechen der Polizeiregimenter 12 und 15 zur Sprache gekommen waren, konkret ihre Beteiligung an der Ermordung von 26.000 Juden in Pinsk 1942, wo sie in einem Dorf 49 Männer, 97 Frauen und 23 Kinder als angebliche Partisanen erschossen hatten. 
Im Vorwort der Studie schreibt Direktor Georg Winter, dass Generalleutnant der Polizei Adolf von Bomhard den Autoren „viele fördernde Hinweise“ zukommen ließ und so „einen wesentlichen Anteil an dieser Veröffentlichung genommen hat“. Dieser "General der Polizei" war aufgrund seines SS-Beitritts im März 1938 auch SS-Gruppenführer (Dienstgradangleichung) und zudem ein Insider der Ordnungspolizei: Er leitete bis Herbst 1942 das Kommandoamt im Hauptamte und war in dieser Funktion für die Aufstellung der Polizeibataillone verantwortlich; im Anschluss daran war er im auswärtigen Einsatz als Befehlshaber der Ordnungspolizei in der Ukraine stationiert. Er wusste Bescheid und erhielt Gelegenheit, seine Version zu „erzählen“. Winter charakterisiert die Beiträge von Hans-Joachim Neufeldt und Jürgen Huck zu verschiedenen Aspekten der Entstehung, Organisation und des „Aktenschicksals“ des Hauptamtes Ordnungspolizei in seinem Vorwort als Ausarbeitungen, wie sie in knapperer Form „den Findbüchern zu wichtigen Beständen des Bundesarchivs vorangestellt zu werden pflegen“. Tessins Beitrag, so Winter, gehe in seiner Darstellung zur Organisationsgeschichte der Ordnungspolizei, die im Zweiten Weltkrieg „ihre eigentümlichste, geschichtlich bedeutsamste Ausprägung“ erfahren habe, inhaltlich darüber hinaus.
Tessin selbst erläutert in der Einleitung zu seiner Studie, er thematisiere die organisatorischen Strukturen der Polizeiverbände im Zweiten Weltkrieg und deren Abgrenzung gegenüber Waffen-SS und Wehrmacht. Er betont, seine Untersuchung sei vor allem auch „für die Erforschung des nationalsozialistischen Regimes, zumal der Vorgänge in den von Deutschland besetzten Gebieten von allgemeinem Interesse“. Georg Tessin bedankt sich in seinem Text persönlich bei „Herr[n] Generalleutnant der Ordnungspolizei a. D. Adolf Bomhard“, dass dieser „sich der Mühe unterzogen“ habe, „die Ausarbeitung zusammen mit einer Reihe höherer Offiziere der Ordnungspolizei durchzusehen“.
Nach Auffassung des späteren stellvertretenden Leiters des Bundesarchivs Heinz Boberach hat General von Bomhard „als Berater Tessins verhindert, daß die Verbrechen der Polizeibataillone in der Publikation des Bundesarchivs erwähnt wurden“. Der Einschätzung des Historikers Jürgen Matthäus zufolge ist diese Studie „lediglich für formale Fragen der organisatorischen Entwicklung brauchbar“. Auch der Historiker Peter Longerich weist darauf hin, dass Tessin die Rolle der Ordnungspolizei beim Judenmord vollständig ausklammere, wenngleich seine Untersuchung zum Verständnis der Organisationsgeschichte unverzichtbar sei.
Laut Boberach, der als junger Archivar Tessin am Bundesarchiv Koblenz assistiert hatte, sei es kein Zufall, sondern „wohl beabsichtigt“ gewesen, dass in Tessins Studie zur Rolle der Ordnungspolizei im Zweiten Weltkrieg deren Beteiligung an der Ermordung der Juden entgegen der Quellenlage verschwiegen wurde. Tessin sei auch sonst gelegentlich „durch beschönigende Äußerungen über die NS-Herrschaft auf[ge]fallen“. Auf dem 75. Deutschen Archivtag 2005 in Stuttgart äußerte Boberach, eine junge Mitarbeiterin aus dem Militärarchiv habe sich seinerzeit bei ihm beklagt, dass Tessin ihr gegenüber den Holocaust bestritten habe. Boberachs Arbeit zur Beschaffung von Quellen für die Verfolgung von NS-Verbrechen habe Tessin ihm gegenüber kommentiert: „Wenn wir wieder an die Macht kommen, dann müssen Sie sich eine andere Stelle suchen.“

#### Beiträge zu historischen Hilfswissenschaften am Bundesarchiv und späteres Wirken
Beim 1955 errichteten Bundesarchiv-Militärarchiv baute Tessin auf Grundlage der dort gelagerten Feldpostübersicht deutscher Soldaten für den Zeitraum 1939–1945 und der vom Suchdienst des Deutschen Roten Kreuzes herausgegebenen Vermisstenbildlisten, laut Brünn Meyer „zur Klärung der Einsatzräume vieler kleinerer Truppenteile“, eine umfassende Dokumentation über deutsche Formationen, Verbände und Truppen des Zweiten Weltkriegs auf, die ab 1966 (zwei Jahre nach seiner Pensionierung als Staatsarchivoberrat) unter dem Titel Verbände und Truppen der deutschen Wehrmacht und Waffen-SS im Zweiten Weltkrieg in 17 Bänden veröffentlicht wurde. In seiner Untersuchung zu Leben und Wirken Georg Tessins urteilt Matthias Manke, die von Tessin in seinen verschiedenen Bänden zusammengestellten Angaben seien als hilfswissenschaftliche Daten von Belang, denn diese „Verbändelisten [würden] unter Militärhistorikern als durchaus schätzenswertes Hilfsmittel und insofern anerkennenswerte Arbeit gelten“.
Im Jahr 1973 wurde Tessin von der Landsmannschaft Mecklenburg der Mecklenburger Kulturpreis verliehen. Im Ruhestand begann er eine Darstellung der Formationsgeschichte aller europäischen Regimenter des Ancien Régime. Trotz fortschreitender Erblindung setzte er die Arbeit daran mit Hilfe seiner Frau und einer Sekretärin bis ins hohe Alter fort.

#### Rezeption in Festschrift zum 80. Geburtstag
Zu Tessins 80. Geburtstag im Jahre 1979 erschien die Festschrift Aus tausend Jahren mecklenburgischer Geschichte, die ihm wegen seiner Verdienste um die Landesgeschichte von der Stiftung Mecklenburg gewidmet wurde. Der Band enthält zehn Aufsätze von Historikern und Archivaren, mit Walther Hubatsch und Niklot Klüßendorf als bekanntesten Autoren, zu Themen der mecklenburgischen Landesgeschichte.
Diese Beiträge setzen sich jedoch nicht inhaltlich mit Tessins Forschungen oder deren Rezeption auseinander. Lediglich in drei Beiträgen wird Tessin eher am Rande erwähnt: einmal in Niklot Klüßendorfs Aufsatz zu Carl Friedrich Evers, der eine höfliche Reverenz an den Jubilar enthält, „dem die vorliegende Festschrift gewidmet ist“ und der ja quasi, wenn auch Generationen später, ein geistiger Kollege Evers’ am Schweriner Archiv geworden sei; dann in Otto Wittes Darstellung der Geschichtswissenschaft an der Uni Rostock, in der Tessin als einer der neun bekanntesten Schüler Hans Spangenbergs bezeichnet und seine Dissertation genannt wird; schließlich in Dietrich Kausches Beitrag zu Mecklenburgischen Archivalien, wo betont wird, dass Tessin u. a. den Sammelbestand Militärsachen, mit dem er bei Kriegsbeginn beschäftigt war, in den 1950er Jahren inhaltlich erschlossen habe.
Am Schluss des Bandes wird eine von Tessins Frau Vera und Carl Meltz zusammengestellte vollständige Bibliografie von Tessins Schriften veröffentlicht. Diese enthält einschließlich der kleineren Aufsätze 50 nummerierte Titel, teilweise noch einmal in weitere Titel aufgeteilt, darunter neun Publikationen mit der verkürzten Quellenangabe In: NB, die verschleiert, dass es sich dabei um den Niederdeutschen Beobachter, Kampfblatt der NSDAP Mecklenburg handelt.

## Veröffentlichungen (Auswahl)
- Die Geschichte des mecklenburgischen Militärwesens 1648–1718. Dissertation. Universität Rostock 1922. [1966 publiziert unter dem Titel Mecklenburgisches Militär in Türken- und Franzosenkriegen. Böhlau, Köln/Graz 1966.]
- Der mecklenburgische Bauer, seine Geschichte und sein Recht. In: Mecklenburg. Zeitschrift des Heimatbundes Mecklenburg. Jg. 29, 1934, S. 65–70 u. 97–103.
- Bauernlegung in Mecklenburg. Ein Beitrag zur Entstehung des Landarbeiterstandes. In: Niederdeutscher Beobachter. Kampfblatt der NSDAP Mecklenburg. Schwerin 1934, Nr. 105 u. 106.
- Ritter und Bauer in Mecklenburg. Die Tendenzschrift des H. J. von Gadow im Lichte der Wissenschaft. In: Niederdeutscher Beobachter. Kampfblatt der NSDAP Mecklenburg. Schwerin 1935, Nr. 248.
- Mecklenburgs Soldaten 1648–1718. Ein Beitrag zur Entwicklung des stehenden Heeres. In: Nachrichten aus dem Wehrkreis II. 1936 (Mai), S. 46–48.
- Mecklenburgs Soldaten 1718–1806. Ein Beitrag zur Entwicklung des stehenden Heeres. In: Nachrichten aus dem II. Korps. 1937 (Dezember), S. 145–149.
- Mecklenburgische Bauernlisten des 15. und 16. Jahrhunderts. Hrsg. von der Urkundenkommission des Vereins für mecklenburgische Geschichte und Altertumskunde unter Leitung von Friedrich Stuhr. Bärensprung, Schwerin 1937 ff.
Bd. 1: Das Amt Boizenburg. 1937.
Bd. 2: Das Amt Bukow mit dem Lande Poel. 1938.
- Das Archivwesen Ibero-Amerikas. In: Archivalische Zeitschrift. Bd. 45, Dezember 1939, S. 239–289.
- Wert und Größe mecklenburgischer Rittergüter zu Beginn des Dreißigjährigen Krieges. In: Zeitschrift für Agrargeschichte und Agrarsoziologie. Jg. 3, 1955, Heft 2, S. 145–156.
- (Zusammen mit Hans-Joachim Neufeldt u. Jürgen Huck) Zur Geschichte der Ordnungspolizei 1936–1945. (= Schriften des Bundesarchivs; 3). Bundesarchiv Koblenz 1957 (darin Teil II: Die Stäbe und Truppeneinheiten der Ordnungspolizei).
- Formationsgeschichte der Wehrmacht 1933–1939. Stäbe und Truppenteile des Heeres und der Luftwaffe (= Schriften des Bundesarchivs; 7). Boldt, Boppard am Rhein 1959.
  - (Erweitert zu) Deutsche Truppen und Verbände 1919–1939. Biblio, Osnabrück 1974, ISBN 3-7648-1000-9.
- Die deutschen Regimenter der Krone Schweden 1645–1718. 2 Bde. Böhlau, Köln – Graz 1965 und 1967.
- Verbände und Truppen der deutschen Wehrmacht und Waffen-SS im Zweiten Weltkrieg. 17 Bde. Biblio, Bissendorf 1966 ff., ISBN 3-7648-0941-8. Digitalisat (sehr große Dateien zum Download) beim Bundesarchiv; Digitalisat (kleinere Dateien) auf archive.org.
- Die Regimenter der europäischen Staaten im Ancien régime des XVI. bis XVIII. Jahrhunderts. 3 Bde. Biblio, Osnabrück 1986, 1993 und 1995, ISBN 3-7648-1763-1.